# Dissolved Air Flotation
Dissolved Air Flotation (DAF) is een waterbehandelingsproces dat afvalwater (of andere types water) zuivert door het verwijderen van zwevende stoffen, zoals olie, vet of vaste stoffen. De verwijdering wordt verkregen door het oplossen van lucht in het toegevoegde water, gerecycleerde water of direct in het afvalwater onder druk en het daarna vrijgeven van de lucht bij atmosferische druk in een flotatietank of bekken. De lucht vormt vrij kleine belletjes die zich aan de gesuspendeerde materie hechten waardoor het gesuspendeerde materiaal begint op te drijven naar het oppervlak van het water. Deze drijflaag kan dan worden verwijderd met een roterende afroomschraper.
Dissolved Air Flotation wordt zeer veel gebruikt bij de behandeling van industrieel afvalwater, afvalwater van olieraffinaderijen, petrochemische- en chemische fabrieken, aardgasverwerkingsfabrieken, papierfabrieken, algemene waterbehandeling en soortgelijke industriële installaties. Een zeer vergelijkbaar proces bekend als induced gas flotation wordt ook gebruikt voor afvalwaterbehandeling. Schuimflotatie wordt algemeen gebruikt bij het verwerken van minerale ertsen.
In de olie-industrie wordt vaak stikstofgas gebruikt in plaats van lucht. Dit om het risico op ontploffing te voorkomen. Het proces wordt dan dissolved gas flotation (DGF) genoemd.

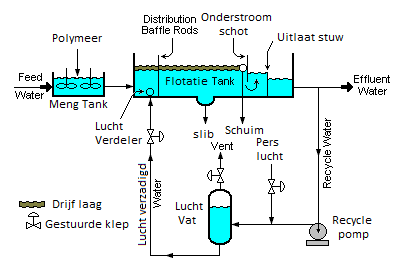
A algemene opzet voor Dissolved Air Flotation unit (DAF)